# Swissôtel Hotels & Resorts

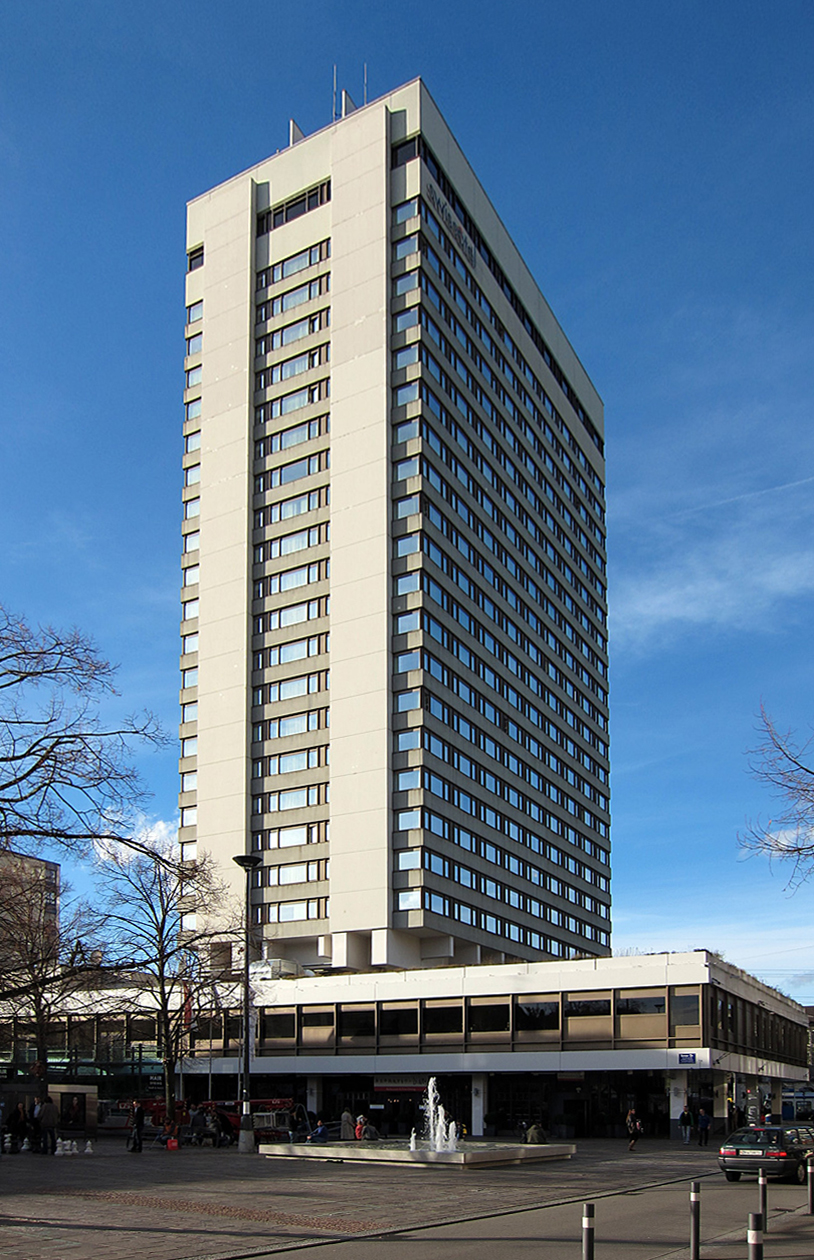
Das ehemalige Swissôtel in Zürich-Oerlikon war Teil der Gruppe seit ihrer Gründung bis 2020.

Swissôtel Hotels & Resorts ist eine internationale Hotelkette im Luxussegment der 5-Sterne-Kategorie, die Häuser in allen Kontinenten betreibt. Im August 2017 gehörten 31 Hotels in 17 Ländern zur Gruppe. Swissôtel Hotels & Resorts ist seit 2016 Teil der AccorHotels-Gruppe.

## Geschichte
Das Unternehmen wurde 1980 von Swissair in Zusammenarbeit mit Nestlé gegründet. Zu Beginn hat das Unternehmen das Hotel Le President in Genf erworben und unterzeichnete langjährige Managementverträge. Dazu gehörte das Drake-Hotel in New York, das Hotel Bellevue Palace in Bern und das Hotel International in Zürich. 1990 verkaufte Nestlé seine Anteile und die Hotelgruppe wurde eine hundertprozentige Tochtergesellschaft der Swissair Group. Im Jahr 2001 wurde Swissôtel Hotels & Resorts an die Raffles Holdings Limited in Singapur verkauft. Dies geschah kurz vor der Insolvenz der Swissair Group. Im Jahre 2005 kaufte die in Los Angeles heimische Firma Colony Capital LLC Raffles International. Colony Capital LLC ist eine weltweit tätige private Investmentgruppe, spezialisiert auf das Management von Immobilienvermögen und Unternehmen. Im Mai 2006 gründete Kingdom Hotels International zusammen mit Colony Capital das Gemeinschaftsunternehmen »Fairmont Raffles Holding International« (FRHI), zu welchem auch Swissôtel Hotels & Resorts gehört. Die Hotelgruppe betreibt regionale Büros in Kanada, USA, Singapur und der Schweiz. Die Hauptverwaltung befindet sich in Kloten. Die Hotelgruppe umfasst inzwischen mehr als 100 Hotels in über 25 Ländern, die unter den drei Marken Fairmont, Raffles und Swissôtel Hotels & Resorts betrieben werden. Am 12. Juli 2016 wurde die Übernahme der FRHI durch Accor bekannt geben.

## Kundenbindungsprogramm
Die Hotelkette betreibt das eigene Kundenbindungsprogramm Swissôtel Circle. Dies ist in die Kategorien Inizia, Elevà und Zenit unterteilt.
Neben dem klassischen Punktesammeln für bezahlte Hotelaufenthalte gibt es Punkte bei folgenden Partnern:
- Fairmont Hotels and Resorts[5]
- Raffles Hotels & Resorts (nur Elevà und Zenit)[6]
- Miles & More[7]
- Etihad Airways[8]
- Turkish Airlines (Miles & Smiles)[9][10]

## Hotels

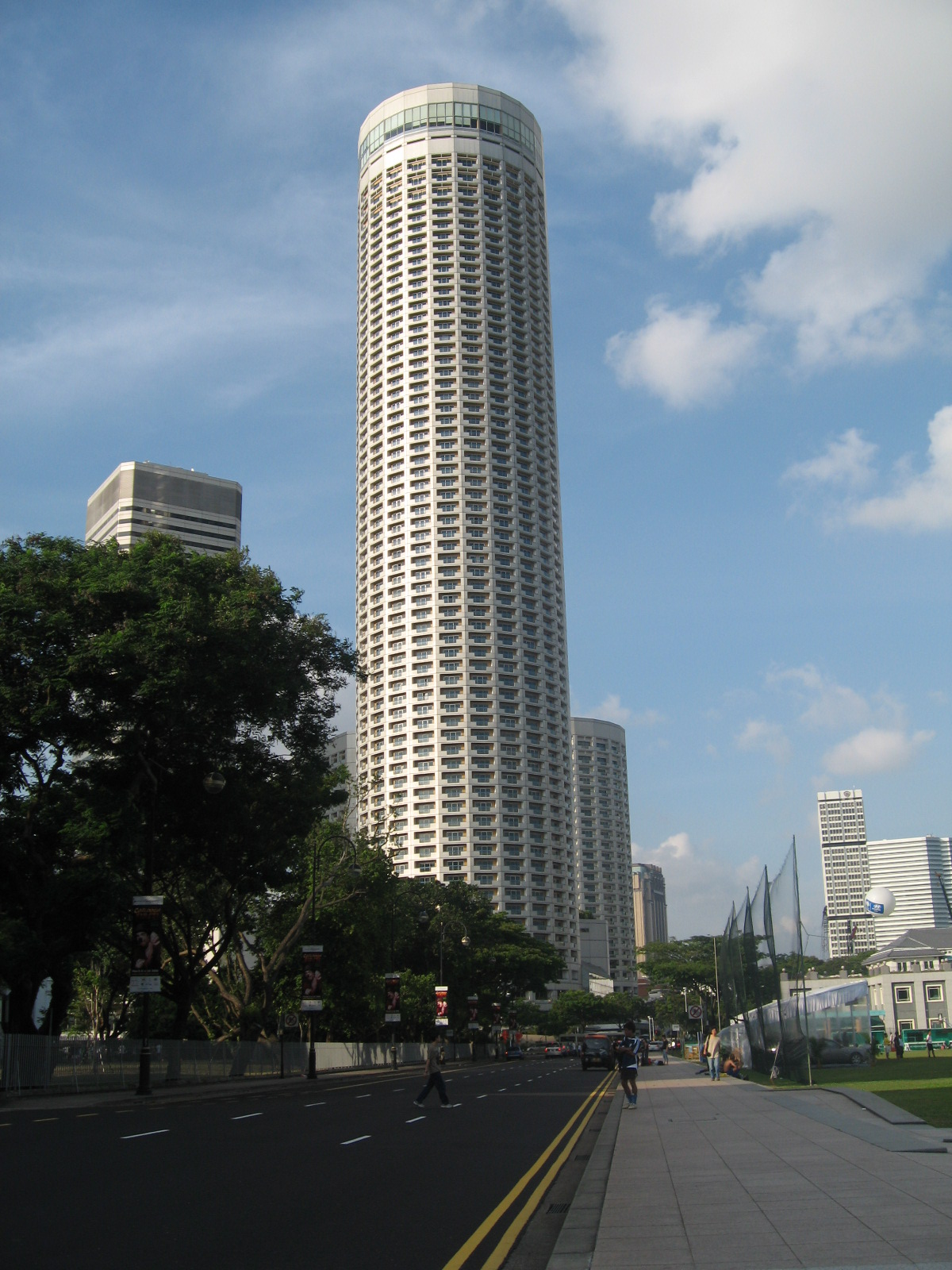
Swissôtel The Stamford in Singapur, eines der höchsten Hotels der Welt

### Afrika
- Ägypten: Kairo (2020), Scharm El-Scheich (2017)

### Amerika
- Ecuador: Quito, Guayaquil (2017)
- Peru: Lima
- Vereinigte Staaten: Chicago; ehemalige Standorte: Atlanta (Swissôtel Atlanta – bis 2003, seit 2004 The Westin Buckhead[11]), Boston (Swissôtel Boston – bis 2003, seitdem Hyatt Regency Boston Financial District[12]), New York (Swissôtel The Drake – 1980er Jahre bis 2006), Washington (Swissôtel Washington D.C., The Watergate – Ende der 1990er bis Anfang der 2000er Jahre)

### Asien
- Volksrepublik China: Foshan, Kunshan, Peking, Shanghai, Hangzhou (2019), Jinan (2020)
- Japan: Osaka
- Singapur: Swissôtel The Stamford und Swissôtel Merchant Court
- Thailand: Bangkok (Swissôtel Nai Lert Park, Bangkok) und Swissôtel Le Concorde; Phuket (Swissôtel Resort Kamala Beach und Swissôtel Resort Patong Beach)
- Indien: Kolkata
- Saudi-Arabien: Mekka, Makkah, Dschidda (2018)
- Indonesien: Bali (2018)

### Australien
- Australien: Sydney

### Europa/Eurasien
- Bosnien und Herzegowina: Sarajevo (2018)[13]
- Bulgarien: Sofia (2018)
- Estland: Tallinn (Swissôtel Tallinn)
- Niederlande: Amsterdam
- Russland: Moskau und Sotschi
- Schweiz: Bern (ab 2021 Swissôtel Kursaal Bern)[14]; ehemalige Standorte: Basel (Swissôtel Basel – 1984 bis 2021; ab 2021 Marriott)[15], Bern (Hotel Bellevue Palace – ab 1980), Genf (Swissôtel Métropole – Ende der 1990er bis 2010er Jahre), Zürich (Swissôtel Zürich – 1980 bis 2020)
- Slowakei: Demänovská Dolina, Damian Jasná (2024)
- Türkei: Ankara, Bodrum, Istanbul, Kozapark Istanbul (2019) und İzmir[16]

ehemalige Standorte:
- Belgien: Brüssel (Swissôtel Brussels – 1997 bis 2001; zuvor ab Eröffnung 1995 bis 1997 und wieder ab 2002 Renaissance Brussels Hotel[17])
- Deutschland: Berlin (Swissôtel Berlin – Eröffnung 2001 bis Schließung 2018), Bremen (Swissôtel Bremen – 2008 bis 2019; zuvor ab Eröffnung 1985 bis 1989 Hotel Plaza, danach bis Anfang der 2000er Jahre Marriott; seit 2019 Dorint), Dresden (Swissôtel Dresden Am Schloss – 2012 bis 2017, danach Hyperion Hotel[18]), Neuss (Swissôtel Düsseldorf/Neuss – bis 2017; zuvor ab Eröffnung 1982 bis 1983 Hotel Rheinpark Neuss Kempinski Düsseldorf, ab 1984 Rheinpark Plaza Neuss; seit 2018 Crowne Plaza)
- Vereinigtes Königreich: London (Swissôtel the Howard – 2001 bis 2011[19])